# Station Gołotczyzna
Station Gołotczyzna is een spoorwegstation in de Poolse plaats Gołotczyzna.